# Outremer (film)
Outremer je francouzský hraný film z roku 1990, který režírovala Brigitte Roüan. Snímek měl světovou premiéru na mezinárodním filmovém festivalu v Torontu dne 14. září 1990.

## Synopse
Tři sestry, dcery osadníků, žijí v Alžírsku. Dvě z nich, Zon a Malène, se v době alžírské války provdaly za důstojníky francouzského námořnictva. Pro nejmladší Gritte znamenají zkušenosti jejích sester, které se se svými manžely vídají jen zřídka, pro její budoucí manželství hrůzu.

## Obsazení
| Nicole Garcia        | Zon                  |
| Marianne Basler      | Gritte               |
| Brigitte Roüan       | Malène               |
| Philippe Galland     | Paul                 |
| Yann Dedet           | Gildas               |
| Bruno Todeschini     | Maxime               |
| Pierre Doris         | strýc Alban          |
| Monique Mélinand     | teta Léonie          |
| Coralie Seyrig       | Martine              |
| Jean-Louis Tribes    | Olivier              |
| Jean-Claude de Goros | Roger Lopez, režisér |
| Zappy Max            | otec                 |
| Nicolas Marié        | chlapec              |

## Ocenění
- César: nominace na nejlepší filmový debut (Brigitte Roüan)